# 大友直人 (声優)
大友 直人（おおとも なおと、9月6日 - ）は、日本の男性声優。埼玉県出身。以前は81プロデュース、オフィス野沢（-2012年3月）、メディアフォース（2012年4月-2014年2月）、ディーカラー（2014年3月-2024年7月）に所属していた。血液型はO型。

## 出演作品

### テレビアニメ
2002年
- キックオフ2002（味方選手、記者）

2003年
- アソボット戦記五九（守衛）
- カスミン（男A）

2004年
- おもいっきり科学アドベンチャー そーなんだ!（人々）
- わがまま☆フェアリー ミルモでポン! わんだほう（松竹防衛隊員）

2005年
- マシュマロ通信（男子生徒）

2009年
- ドラゴンボール改（ナメック星人）

2010年
- 極上!!めちゃモテ委員長 セカンドコレクション（スタッフ）
- 夢色パティシエール（男B）

### ゲーム
2005年
- ゾイドタクティクス（ヨハン・H・シュタウフィン）

2009年
- エクシズ・フォルス（ヴィルラス）